# Betzdorf, Luxemburg (kommun)
Kommunen Betzdorf (franska: Commune de Betzdorf, luxemburgiska: Gemeng Betzder, tyska: Gemeinde Betzdorf) är en kommun i kantonen Grevenmacher i östra Luxemburg. Kommunen har 4 107 invånare (2022), på en yta av 26,08 km². Den utgörs av huvudorten Berg samt orterna Betzdorf, Mensdorf, Olingen och Roodt-sur-Syre.